# Qualificazioni al campionato mondiale di calcio 2022 - UEFA - Fase a gironi, gruppo D

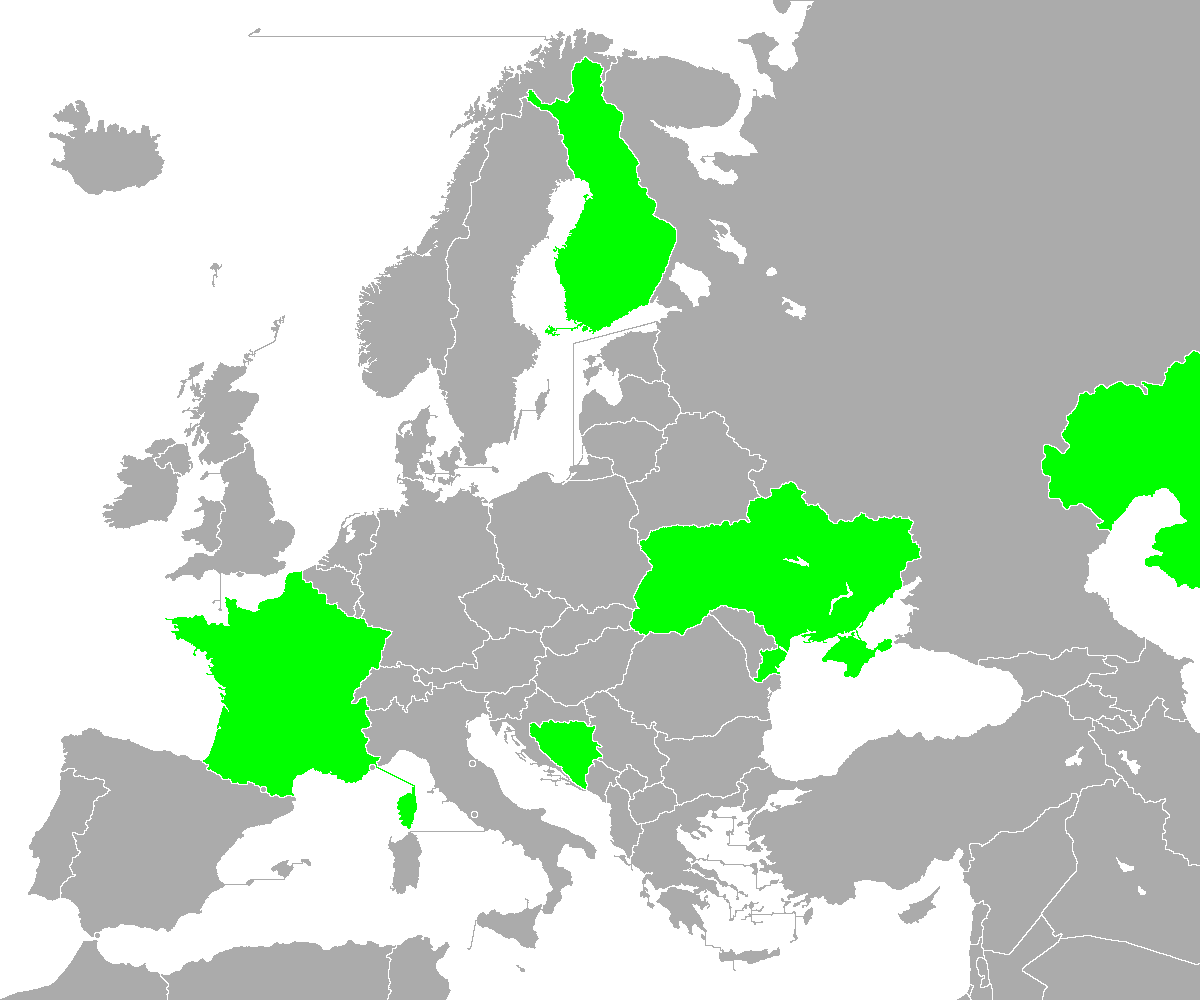
In verde, le squadre partecipanti al gruppo di qualificazione: Francia, Bosnia Erzegovina, Finlandia, Ucraina, Kazakistan

## Classifica
| Pos. | Squadra              | Pt | G | V | N | P | GF | GS | DR  |
| ---- | -------------------- | -- | - | - | - | - | -- | -- | --- |
| 1.   | Francia              | 18 | 8 | 5 | 3 | 0 | 18 | 3  | +15 |
| 2.   | Ucraina              | 12 | 8 | 2 | 6 | 0 | 11 | 8  | +3  |
| 3.   | Finlandia            | 11 | 8 | 3 | 2 | 3 | 10 | 10 | 0   |
| 4.   | Bosnia ed Erzegovina | 7  | 8 | 1 | 4 | 3 | 9  | 12 | -3  |
| 5.   | Kazakistan           | 3  | 8 | 0 | 3 | 5 | 5  | 20 | -15 |

## Risultati

### 1ª giornata
| Arbitro: | Anastasios Sidīropoulos |

|                |           |                           |
| Pukki 58’, 77’ | Marcatori | 55’ Pjanić 84’ Stevanović |

| Arbitro: | Tobias Stieler |

|               |           |              |
| Griezmann 19’ | Marcatori | 57’ Sydorčuk |

### 2ª giornata
| Arbitro: | Aljaksej Kul'bakoŭ |

|  |           |                              |
|  | Marcatori | 19’ Dembélé 44’ (aut.) Malyj |

| Arbitro: | István Kovács |

|                   |           |                  |
| Júnior Moraes 80’ | Marcatori | 89’ (rig.) Pukki |

### 3ª giornata
| Arbitro: | Daniele Orsato |

|  |           |               |
|  | Marcatori | 60’ Griezmann |

| Arbitro: | Matej Jug |

|              |           |             |
| Jaremčuk 20’ | Marcatori | 59’ Mujïqov |

### 4ª giornata
| Arbitro: | Donatas Rumšas |

|                      |           |                         |
| Valïwllïn 74’, 90+6’ | Marcatori | 2’ Jaremčuk 90+3’ Sikan |

| Arbitro: | Sandro Schärer |

|               |           |           |
| Griezmann 40’ | Marcatori | 36’ Džeko |

### 5ª giornata
| Arbitro: | Sergej Ivanov |

|                |           |  |
| Pohjanpalo 60’ | Marcatori |  |

| Arbitro: | Slavko Vinčić |

|               |           |             |
| Šaparenko 44’ | Marcatori | 51’ Martial |

### 6ª giornata
| Arbitro: | Ygal Frid |

|                              |           |                            |
| Pjanić 74’ (rig.) Menalo 86’ | Marcatori | 52’ Qwat 90+5’ Zaınýtdınov |

| Arbitro: | Deniz Aytekin |

|                    |           |  |
| Griezmann 25’, 53’ | Marcatori |  |

### 7ª giornata
| Arbitro: | Davide Massa |

|  |           |                   |
|  | Marcatori | 25’, 66’ Prevljak |

| Arbitro: | Jesús Gil Manzano |

|           |           |                            |
| Pukki 29’ | Marcatori | 4’ Jarmolenko 34’ Jaremčuk |

### 8ª giornata
| Arbitro: | Halis Özkahya |

|  |           |                |
|  | Marcatori | 45’, 48’ Pukki |

| Arbitro: | Felix Zwayer |

|                |           |                 |
| Jarmolenko 15’ | Marcatori | 77’ Ahmedhodžić |

### 9ª giornata
| Arbitro: | Michael Oliver |

|            |           |                                     |
| Menalo 69’ | Marcatori | 29’ Forss 51’ Lod 73’ O'Shaughnessy |

| Arbitro: | Glenn Nyberg |

|                                                                           |           |  |
| Mbappé 6’, 12’, 32’, 87’ Benzema 55’, 59’ Rabiot 75’ Griezmann 84’ (rig.) | Marcatori |  |

### 10ª giornata
| Arbitro: | Antonio Mateu Lahoz |

|  |           |                         |
|  | Marcatori | 59’ Zinčenko 79’ Dovbyk |

| Arbitro: | Marco Guida |

|  |           |                        |
|  | Marcatori | 66’ Benzema 76’ Mbappé |

## Statistiche

### Classifica marcatori
6 reti
- Teemu Pukki

- Antoine Griezmann

5 reti
- Kylian Mbappé

3 reti
- Karim Benzema

- Roman Jaremčuk

2 reti
- Luka Menalo
- Miralem Pjanić

- Smail Prevljak
- Rwslan Valïwllïn

- Andrij Jarmolenko

1 rete
- Anel Ahmedhodžić
- Edin Džeko
- Miroslav Stevanović
- Marcus Forss
- Robin Lod
- Daniel O'Shaughnessy
- Joel Pohjanpalo

- Ousmane Dembélé
- Anthony Martial
- Adrien Rabiot
- Ïslambek Qwat
- Serikjan Mujïqov
- Baqtııaar Zaınýtdınov
- Artem Dovbyk

- Júnior Moraes
- Mykola Šaparenko
- Danylo Sikan
- Serhij Sydorčuk
- Oleksandr Zinčenko

Autoreti
- Serhij Malyj (1, pro Francia)